# Crella fristedi
Crella fristedi är en svampdjursart som först beskrevs av Arthur Dendy 1924.  Crella fristedi ingår i släktet Crella och familjen Crellidae. Inga underarter finns listade i Catalogue of Life.